# Jabron (affluent du Verdon)
Pour les articles homonymes, voir Jabron.
Le Jabron est une rivière du Var et des Alpes-de-Haute-Provence, en région Provence-Alpes-Côte d'Azur, affluent gauche du Verdon, donc sous-affluent du Rhône et de la Durance. Son cours est pratiquement parallèle à celui de l'Artuby.

## Étymologie
Le terme Jabron vient de la base préceltique *gava, qui sert à nommer les torrents de montagne.

## Géographie
De 31,2 km de longueur, le Jabron prend sa source au nord-est de Peyroules, commune de l'extrême sud-est des Alpes-de-Haute-Provence en amont du hameau de La Bâtie qui s'est appelée jusqu'au XVe siècle « La Bastide-du-Jabron », à 1 150 m d'altitude.
Cela se trouve à une dizaine de kilomètres au sud-est de Castellane par la route Napoléon. On y trouve « La Clue du Haut-Jabron » prisée par les amateurs de canyoning.
Au sortir de Peyroules, direction sud-ouest, le Jabron traverse successivement les communes de Châteauvieux, où ses berges culminent à 1 000 mètres d'altitude, de Brenon, un des plus petits villages du Var, tant par la superficie que par le nombre de ses habitants, de Jabron et de Trigance.
Le Jabron conflue avec le Verdon à la hauteur du pont de Carajuan, à proximité du Point Sublime, sur la commune de Trigance, juste en face de Rougon, et à 634 m d'altitude.

### Communes et cantons traversés
Dans les deux départements des Alpes-de-Haute-Provence et du Var, le Jabron traverse neuf communes :
- dans le sens amont vers aval : Peyroules (source), La Garde, Châteauvieux, Castellane, Brenon, Le Bourguet, Comps-sur-Artuby, Trigance (confluence).

Soit en termes de cantons, le Jabron prend source et conflue dans le même canton de Castellane, mais traverse aussi le canton de Comps-sur-Artuby, dans les deux arrondissement de Draguignan et arrondissement de Castellane.

### Bassin versant
Le bassin versant du Jabron est de 123 km2.

## Affluents

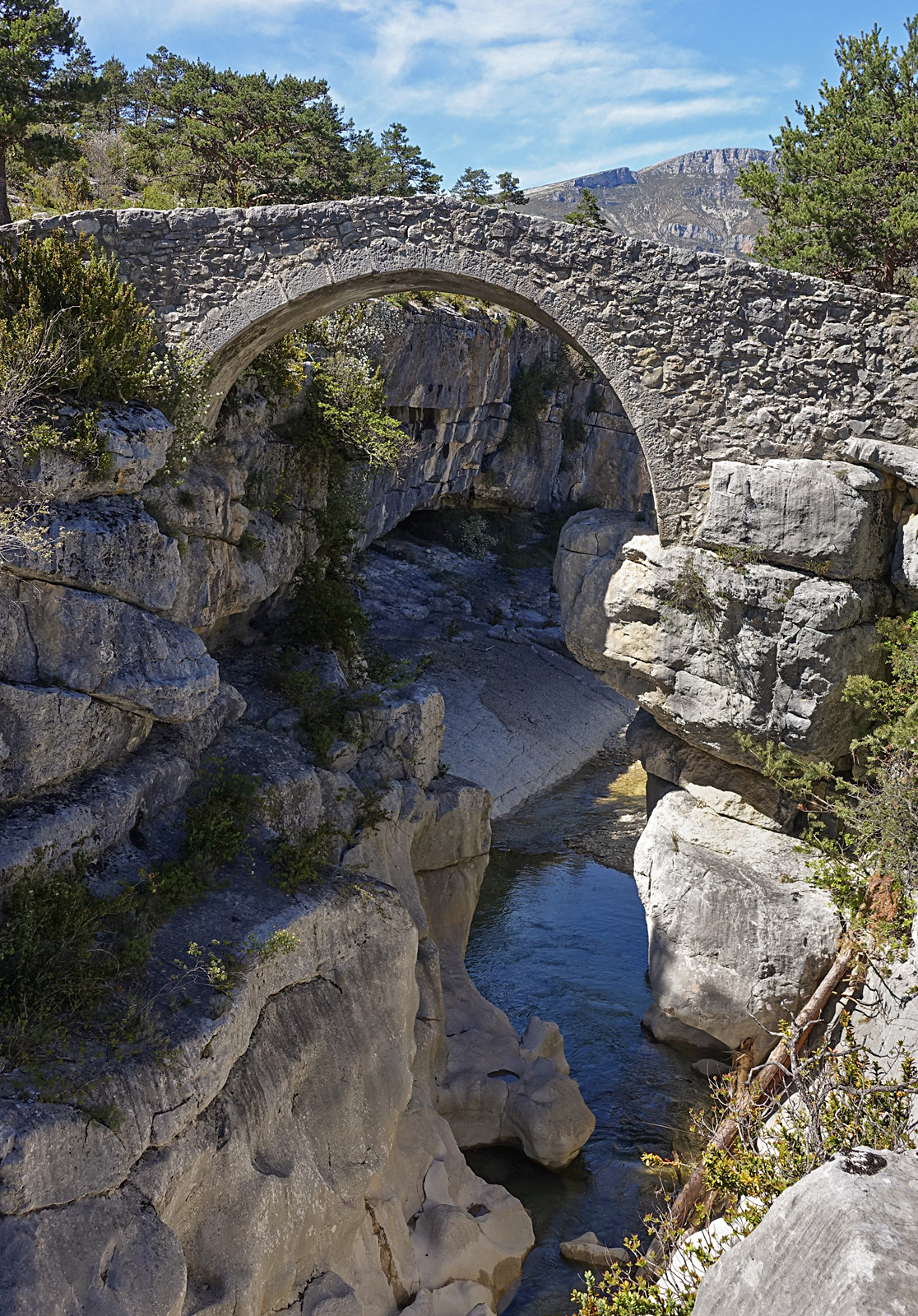
Le pont du Sautet, sur le Jabron, à Trigance

Le Jabron a vingt-sept affluents référencés :
- le Ravin de Blay (rd[note 1]),
- le Ravin de Canebiers,
- le Vallon de Sainte-Anne,
- le Ravin de Mal Bouisset,
- le Ravin du Fonduas,
- le Ravin de Ville,
- le Ravin de Moulinoun,
- le Ravin du Gabre,
- le Ravin du Villard,
- le Ravin de la Séouve,
- le Ravin de la Buissière
- le Vallon des Demuèyes
- le Ravin de Sébet,
- le Ravin de la Tuilière,
- le Vallon de la Clue,
- le Torrent d'Eouix,
- le Vallon de Beautar,
- le Ravin des Fonduas,
- le Vallon du Bourguet,
- le Vallon de Cuiros,
- le Vallon de la Montade,
- le Vallon de Villegrasse,
- le Vallon du Lavandou,
- le Vallon de Gaudemard,
- le Vallon de Bonne,
- le Vallon le Gros,
- le Vallon de la Croix.

## Hydrologie

### Le Jabron à Comps-sur-Artuby
Le Jabron a été observé à la station X2305010 - Le Jabron à Comps-sur-Artuby (Pont de l'Evescat), à 782 m d'altitude, pour un bassin versant de 66,3 km2, de 1975 à 2013 soit sur 39 ans. Au passage l'enregistreur a été emporté par les crues de 1993,
Le module est de 0,632 m3/s.

### Étiage ou basses eaux
Le VCN3 pendant une quinquennale sèche s'établit à seulement 0,007 m3/s soit 7 l/s. 

### Crues
Le QIX 2 vaut 23 m3/s, le QIX 5 40 m3/s le QIX 10 51 m3/s, le QIX 20 62 m3/s et QIX 50 est estimé à 75 m3/s. 
Le débit instantané maximal a atteint la valeur de 109 m3/s, le 15 juin 2010, avec le même jour une hauteur maximale instantanée de 452 cm soit 4,52 m. Le débit journalier maximal a été observé à 49,40 m3/s le 7 janvier 1994.